# Prospekt Wozniesieński w Petersburgu

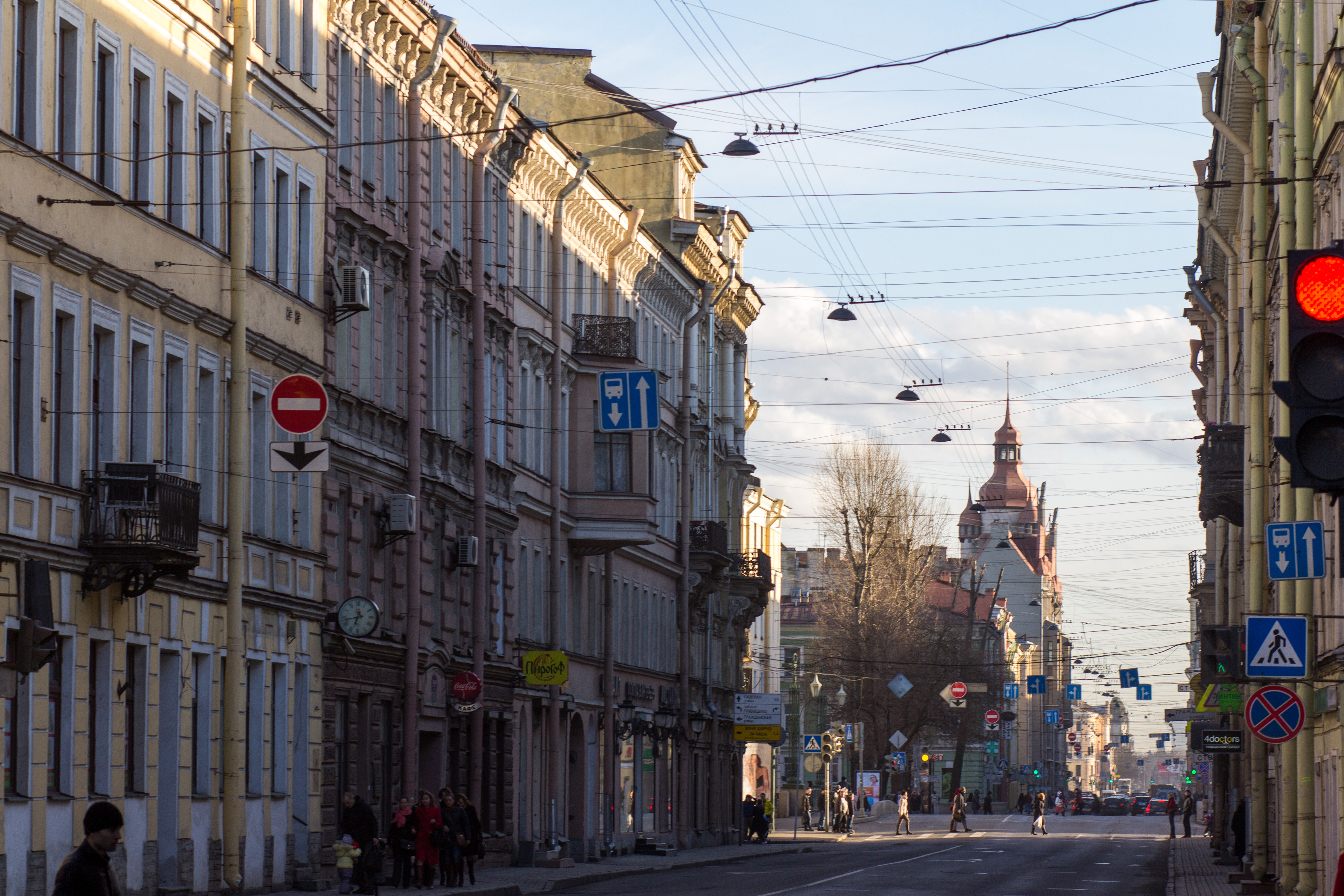

Prospekt Wozniesieński (ros. Вознесенский проспект, Wozniesienskij prospiekt) – prospekt w Petersburgu, jedna z głównych ulic jego historycznego centrum. Rozpoczyna swój bieg, odchodząc od Prospektu Admiralicji, przebiega przez Plac Isaakijewski, przecina Mojkę i kanał Gribojedowa, kończy bieg na nabrzeżu Fontanki. Jego kontynuacją po przeciwnej stronie rzeki jest Prospekt Izmajłowski.

## Historia
Początki ulicy sięgają pierwszych lat istnienia Petersburga, pocz. XVIII w. W 1737 r. Komisja ds. Budowy Sankt Petersburga, kierowana przez Piotra Jeropkina, zdecydowała, by głównymi arteriami zabudowy lewego brzegu Newy (wysp między Newą i Mojką, a dalej Fontanką) były trzy ulice odchodzące od budynku Admiralicji: Wielka Drogа Perspektywiczna – Newski Prospekt, Perspektywa Admiratłtiejska – ulica Gorochowa oraz Prospekt Wozniesieński właśnie. Nazwa ulicy, ostatecznie przyjęta w 1738 r., nawiązywała do budynku cerkwi Wniebowstąpienia Pańskiego (Wozniesienskiej), wzniesionej w 1728 r. w osadzie robotników pracujących w Admiralicji, przylegającej do ulicy. Jeszcze w końcu XVIII w. w użyciu była również nazwa 3 Admirałtiejska ulica.  
Zabudowa prospektu kształtowała się od XVIII do XX w., powstawały przy nim zarówno wielorodzinne domy mieszkalne, jak i obiekty administracyjne. Przy Prospekcie Wozniesieńskim, w kamienicy pod nr 8 mieszkał przez pewien czas pisarz Fiodor Dostojewski, tam też napisał Białe noce. 
W 1923 r. prospekt otrzymał imię Piotra Majorowa, bolszewika i komisarza poległego podczas rosyjskiej wojny domowej. W 1991 r. przywrócono nazwę historyczną.
W przebiegu prospektu znajdują się dwa mosty: Niebieski nad Mojką i Wozniesieński nad kanałem Gribojedowa.

## Znaczące obiekty[2]

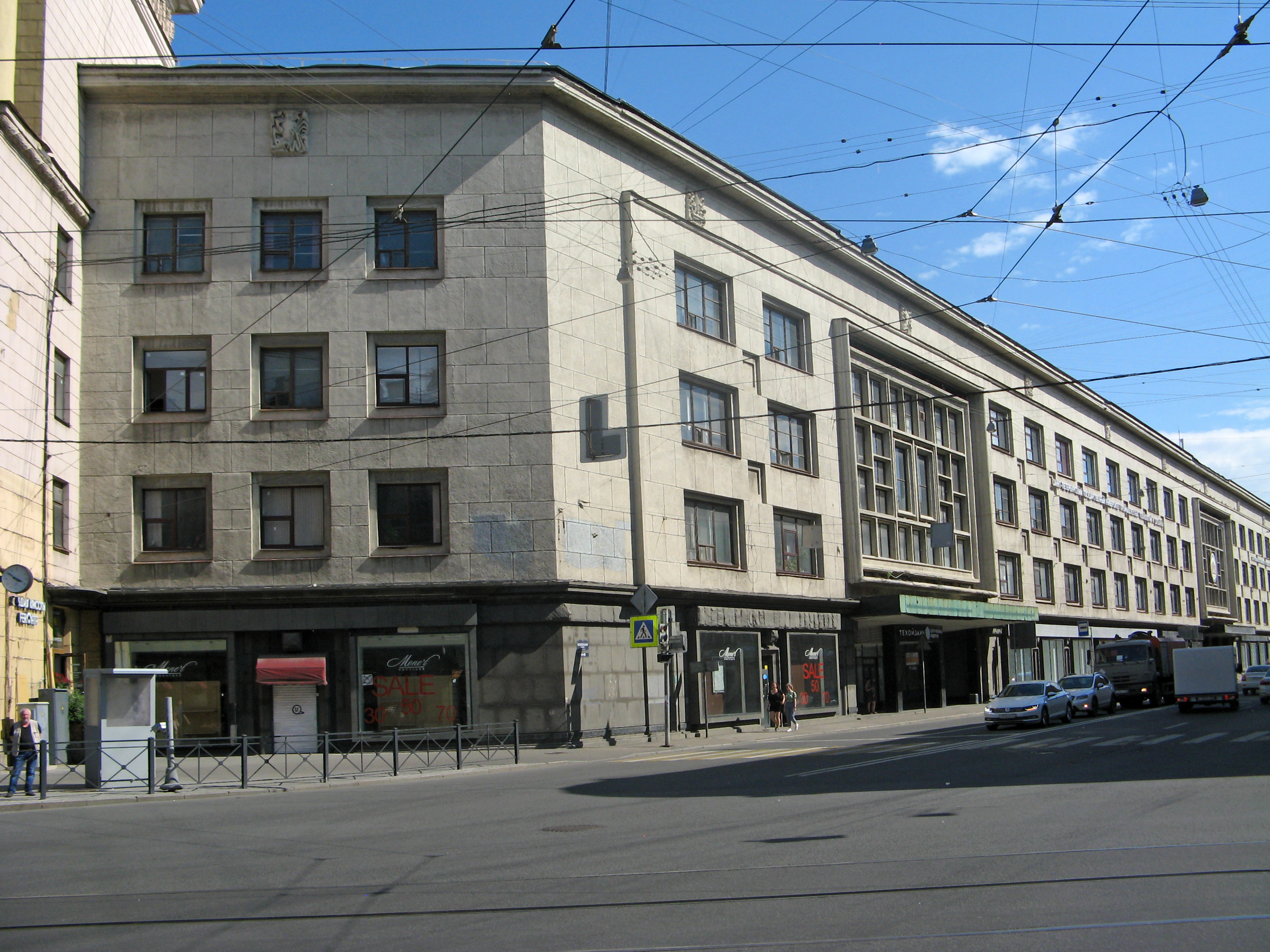
Dom przemysłu lekkiego, nr 44-46

- budynek pod nr 18, wzniesiony w 1907 r. według projektu W. Gusiewa i K. Mejboma
- budynek pod nr 25/78, wzniesiony na przełomie XVIII i XIX w.
- budynek pod nr 28, wzniesiony według projektu B. Spindlera w 1840 r.
- budynek pod nr 33, wzniesiony w 1843 r.
- Dom Przemysłu Lekkiego pod nr 44/46, wzniesiony w latach 1932-1935
- kompozycja upamiętniająca opowiadanie Nikołaja Gogola Nos na budynku nr 11